# Andrea del Guasto
Andrea del Guasto da Castrogiovanni (Castrogiovanni, 16 agosto 1534 – Regalbuto, 7 settembre 1627) è stato un religioso italiano.
Agostiniano, fu dapprima eremita, ma successivamente fondò la Congregazione delle Centuripe.